# Motor de dos tiempos
El motor de dos tiempos, también denominado motor de ciclos, es un motor de combustión interna que realiza las cuatro etapas del ciclo termodinámico (admisión, compresión, combustión y escape) en dos movimientos lineales del pistón o (una vuelta del cigüeñal), Se diferencia del más conocido y frecuente motor de cuatro tiempos de ciclo de Otto, en el que este último realiza las cuatro etapas en dos revoluciones del cigüeñal. Para ello el ciclo del motor de dos tiempos se lleva a cabo realizando dos de los procesos del ciclo de 4 tiempos en un mismo tiempo, de modo que la admisión y el escape se realizan a la vez en un intervalo llamado "barrido" de modo que el fluido de admisión, ligeramente presurizado es admitido por un lateral del cilindro "Lumbrera de admisión" empujando al gas de escape a abandonar el cilindro a través de la lumbrera de escapel o de la válvula de escape en el caso de motores 2T. con válvula en culata. Existen motores de 2T. tanto en ciclo Otto como en ciclo Diésel.
El motor de 2 tiempos es, junto al motor de 4 tiempos, un motor de combustión interna con un ciclo de cuatro fases de admisión, compresión, combustión y escape, como el 4 tiempos, pero realizadas todas ellas en solo 2 tiempos, es decir, en dos movimientos del pistón.
En un motor 2 tiempos se produce una combustión por cada vuelta de cigüeñal mientras que en un motor 4 tiempos se produce una combustión por 2 vueltas de cigüeñal, lo que significa que a misma cilindrada se genera mucha más potencia (Entre un 30% y 50%), pero también un mayor consumo de combustible. Este mayor uso de combustible puede llegar a ser hasta de un 30% respecto a los motores de 4 tiempos.
Este motor es el más usual principalmente en motocicletas, Motos de enduro y motores fuera de borda., (Motos de enduro) y son usados en karting de competición.
A diferencia del motor de 4 tiempos no posee un cárter de almacenamiento del aceite lubricante, sino que el mismo se le agrega directamente junto con el combustible, ya sea mediante mezcla manual en el depósito o mediante mezcla por bomba automática con depósito aparte, que es lo más común. Como consecuencia de esta mezcla de aceite y gasolina (que debe estar en una proporción 2-3mL:100mL), parte de los gases que entran en la cámara de combustión no se queman y salen por la lumbrera de escape hacia el exterior del motor, contaminando el medioambiente con gases nocivos. Por otro lado, la imposibilidad de incorporar los típicos catalizadores hacen que estos motores sean aún más contaminantes. Debido a esto, los gobiernos de distintos países llevan años implementando medidas anticontaminación que son cada vez más estrictas (la última de estas es la normativa EURO 5) y ahora los fabricantes de motores de 2 tiempos o bien abandonan este mercado o bien gastan mucho dinero en proyectos de ingenieros con el fin de homologar las emisiones, que encarece los costes de producción. Como excepción cabe destacar el motor bicilíndrico patentado por Pedro Mas en el que el aceite se mantiene en el cárter mientras el bombeo se produce por el cilindro n.º 2 que solo sirve de trasvase y no se produce explosión en el mismo. El mantenimiento de dichos motores de 2 tiempos es relativamente barato comparado con los motores de 4 tiempos debido a su sencillez mecánica. También las piezas suelen ser más económicas. No obstante el mantenimiento suele ser algo mayor respecto a los motores de 4 tiempos. Otra característica es el peso, el cual es menor al de un motor de 4 tiempos, debido a la ausencia de algunas piezas propias de los motores de 4 tiempos como el árbol de levas o las válvulas de escape y admisión.
Actualmente existe un mercado de motos usadas y nuevas con bastante cotización en varios países de dichos motores debido a su exclusividad y "sensaciones" que transmite respecto a un motor de 4 tiempos. Estas motos son normalmente o ciclomotores de hasta 50cm³ o motos de enduro y motocross que disponen de varios modelos desde los 50cm³ hasta los 450cm³. Ejemplos de estos pueden ser la Rieju MRT 50, la KTM 85 SX, la Yamaha YZ 250, Yamaha Dt175, YamahaDt100, Yamaha Dt200, Yamaha DT100, Yamaha DT125, Yamaha Dt175, Yamaha Dt200  o la Husqvarna TE 125. También existen motos de 2 tiempos de estilo deportivo, pero son menos frecuentes.
Por desgracia para los amantes de estos motores, su comercialización está disminuyendo poco a poco debido a las estrictas normas anticontaminación y a la creciente popularidad de otro tipo de tecnologías que parecen prometedoras, como los motores eléctricos. Ante esto, es un hecho que los motores a combustión y en concreto los motores de 2 tiempos están llegando a su fin.

## Funcionamiento
En el motor de 2 tiempos el cambio de gases se dirige mediante el pistón, no como en el de 4 tiempos que es por válvulas. El pistón en su movimiento varía las circunstancias de compresión del cárter y el cilindro que completan el ciclo.
1.er tiempo: Admisión-Aspiración y Compresión: El pistón asciende comprimiendo la mezcla de aire-combustible y algo de aceite en el cilindro y simultáneamente crea un vacío en el cárter. En el final de la carrera del pistón, este deja libre la lumbrera de aspiración o preadmisión y llena el cárter con mezcla carburada de gasolina.
2.do tiempo: Combustión y Escape de gases: Mediante una chispa provocada por la bujía se incendia la mezcla comprimida, creando una combustión que empuja el pistón con gran fuerza hacia abajo. En el cárter la mezcla es precomprimida por el pistón descendente, en el momento preciso el pistón deja libre la lumbrera de escape o canal de escape en el cilindro por donde salen los gases de escape de este, y poco después la lumbrera de carga que conecta el cárter con el cilindro, por lo que la mezcla precomprimida pasa por este llenando el cilindro expulsando los últimos restos de los gases de escape quedando preparado el cilindro para un nuevo ciclo de dos tiempos.
Estas 4 etapas dividas en 2 tiempos hacen que la explosión de la mezcla desplace el pistón en un movimiento lineal por las paredes del cilindro, esta fuerza lineal se transmite a una fuerza rotatoria mediante el cigüeñal que a su vez lleva esta energía a través de una serie de rodamientos y engranajes que pasan por el embrague, y la caja de cambios (en motores manuales), o por el variador (en motores automáticos) hasta llegar a la rueda motriz.